# シャン・ド・マルス＝トゥール・エッフェル駅
シャン・ド・マルス＝トゥール・エッフェル駅（フランス語: Gare du Champ de Mars - Tour Eiffel）、旧称シャン・ド・マルス駅（フランス語: Gare du Champ de Mars）はフランス・パリの15区にある、フランス国鉄（SNCF）のRER C線の駅。駅名はシャン・ド・マルス公園とエッフェル塔に由来する。
シャン・ド・マルス広場は何度も国際博覧会の会場となっており（参考・パリ万国博覧会）、シャン・ド・マルス駅は1867年、1878年、1889年、1900年、1937年の5度に渡って万博の観客輸送に活用された。
メトロ6号線ビラケム駅との乗換駅である。

## 歴史

### 1867年の駅
1867年の万博に合わせて、プティト・サンチュールからシャン・ド・マルスまでセーヌ川に沿う線路とシャン・ド・マルス駅が開業した。この時の駅は現在のRERの駅より南東側にあり、シュフラン大通りに接して万博開場に向かい合う位置に駅舎が設けられた。
万博終了後は駅、路線とも一旦廃止された。

### 1878年の駅
1878年の万博のため駅は再開業した。この時の駅は旅客用の頭端式ホーム2面4線と留置線数線からなっており、ホームの頭端側にジュスト・リシュの設計による駅舎が建てられた。駅舎の正面は赤煉瓦とガラス張であり、屋根は金属製だった。また中央の建物の他両側に「パゴタ」と呼ばれるコンコース用の建物があり、その屋根はプラットホーム上まで続いていた。また駅舎のシュフラン大通りに面する側には食堂が設けられていた。

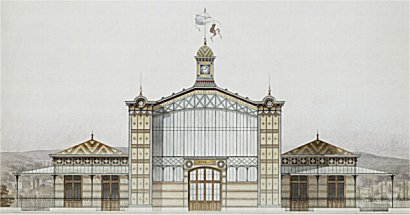
1878年の駅舎
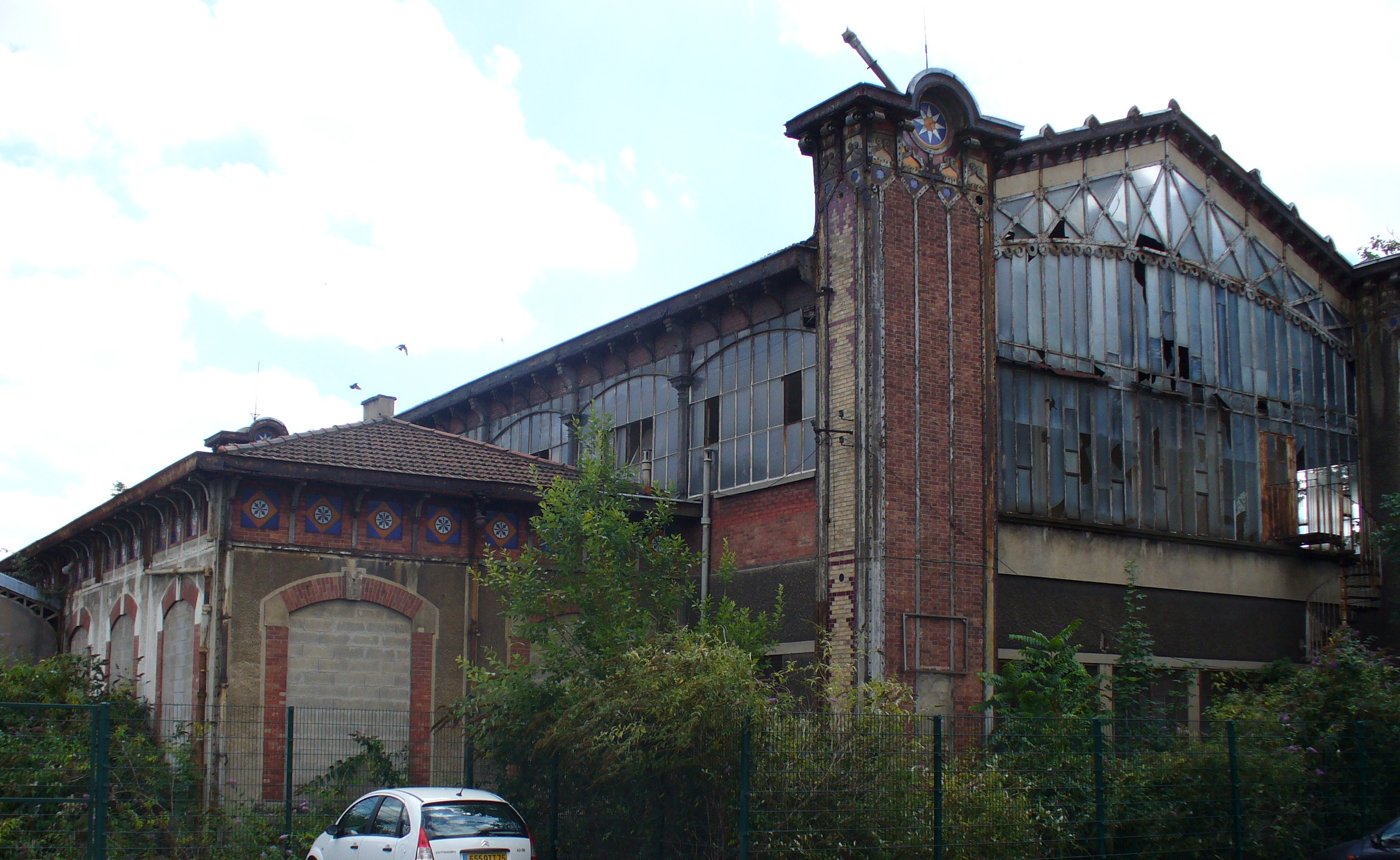
移築された駅舎

駅は万博終了後も営業を続け、1889年の万博でも観客の輸送に用いられた。この時にクールブヴォアからセーヌ川左岸沿いにイシー＝レ＝ムリノーを経由してシャン・ド・マルスに至る路線（現在のトラムT2線）が開業した。
1894年には踏切の解消のため線路は休止され、駅も一旦閉鎖された。駅舎は1897年にパリ北西郊外のボア＝コロンブ(Bois-Colombes)に移築された。

### 1900年の駅

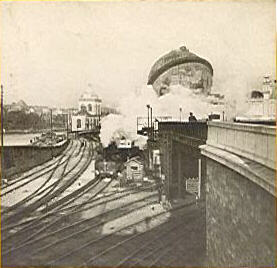
1900年のシャン・ド・マルス駅

1900年4月12日、アンヴァリッド駅からレ＝ムリノーに至る路線が開業し、シャン・ド・マルスはその中間駅となった。また同時にシャン・ド・マルスからルーエレ橋を経由しトロカデロ駅（現アヴニュ・アンリ・マルタン駅）でオートゥイユ線（サン・ラザール駅からパリ市南西部に向かっていた路線）に接続する路線も開業した。
シャン・ド・マルス駅には、セーヌ川に沿ってアンヴァリッド方面へ向かう線路上に相対式ホーム2面2線が設けられたほか、以前の駅を拡張した敷地に頭端式ホーム10面20線が設けられた。頭端式ホームは以下のように使い分けられ、多くの万博来場者を受け入れた。
- サン・ラザール駅行き - 6線
- 北駅行き - 4線
- プティト・サンチュール右岸側 - 2線
- イシー＝レ＝ムリノー方面 - 4線
- ヴェルサイユ方面 - 2線
- プティト・サンチュール左岸側 - 2線

万博終了後は頭端式ホーム部分の旅客営業は廃止され、アンヴァリッド方面に直通する2面2線のみが旅客用に用いられた。またルーエレ橋経由の連絡線も廃止された。頭端式ホームの跡地は貨物駅に転用され、主に石炭の輸送に用いられた。しかし都心部の、しかも観光客の多く集まる地区にこのような駅を置くことは不評であり、1937年の万博を控えて貨物駅はヴォージラール（現モンパルナス駅の一部）に移転した。
その後貨物駅跡地は1971年までアンヴァリッド-ヴェルサイユ線の電車の車両基地として用いられた。その跡地は現在ではエミール・アントワーヌ陸上競技場（Stade Émile Antoine）や国際鉄道連合本部になっている。

### RERの駅
1979年にアンヴァリッド駅とオルセー駅を結ぶ連絡線が開業し、シャン・ド・マルス＝トゥール・エッフェル駅はRER C線の駅となった。また1988年には、廃止されていたルーエレ橋経由の路線が復活し、駅はC線のヴェルサイユ方面とポントワーズ方面の分岐駅となった。

## 駅構造

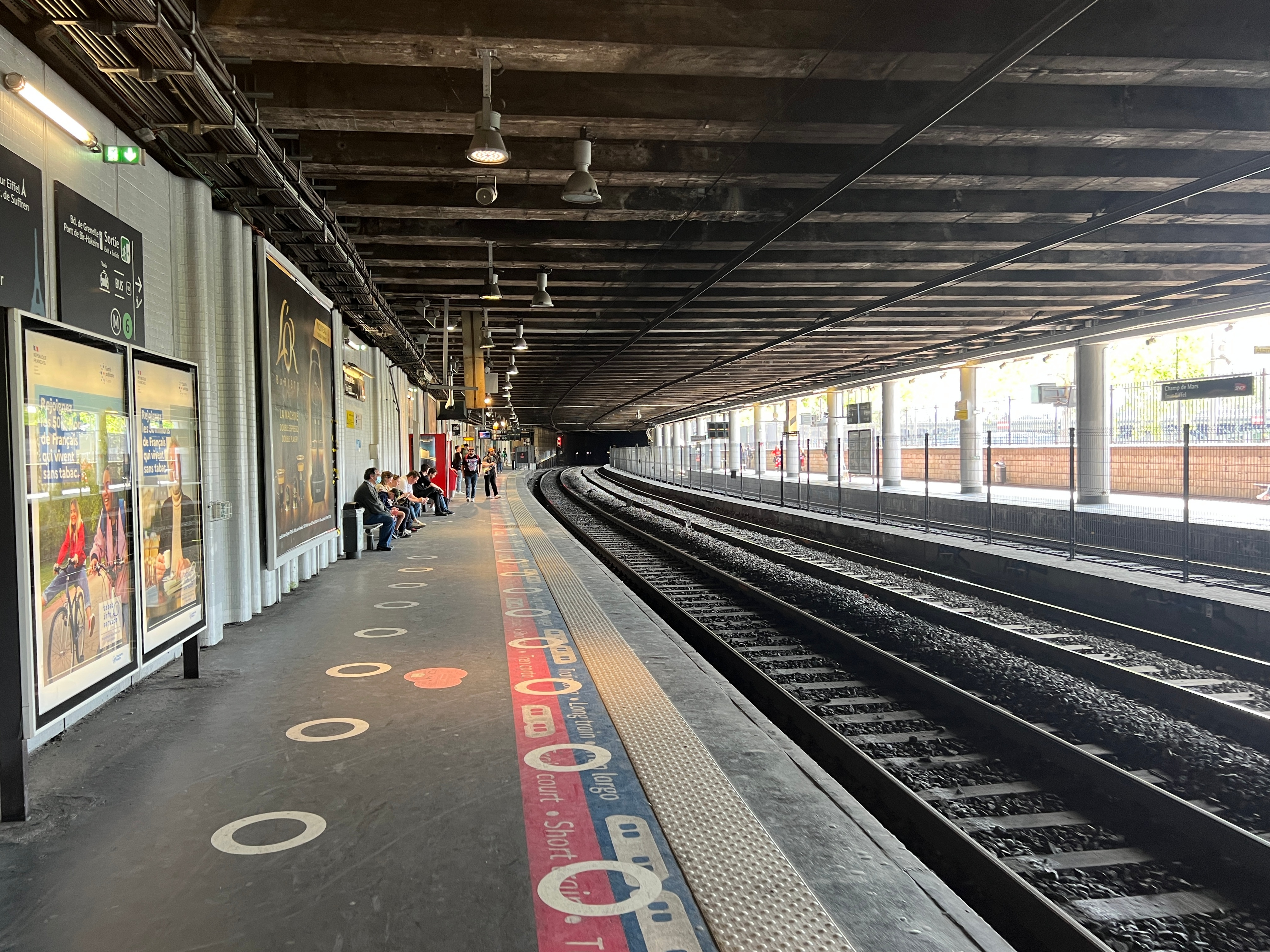
現在のホーム

セーヌ川に添う形で相対式ホーム2面2線とその間に留置線1線がある。線路はセーヌ川の河原とほぼ同じ高さにあるが、上を歩道に覆われており地下駅のような構造になっている。セーヌ川に面した側面は開口部である。

### のりば
| ホーム | 路線 | 方向   | 行先 |
| ------ | ---- | ------ | --- |
| A      | C線  | 北方面 | ポントアーズ、ヴェルサイユ＝シャトー＝リヴゴーシュ方面                                                                         |
| B      | C線  | 南方面 | オステルリッツ、ポン・ド・ランジス＝オルリー空港、マッシー＝パレゾー、ヴェルサイユ＝シャンティエ、サン＝マルタン＝デタンプ方面 |

## 利用状況
SNCFの推計によると、2022年の当駅の年間利用客数は6,564,413人。

## 駅周辺

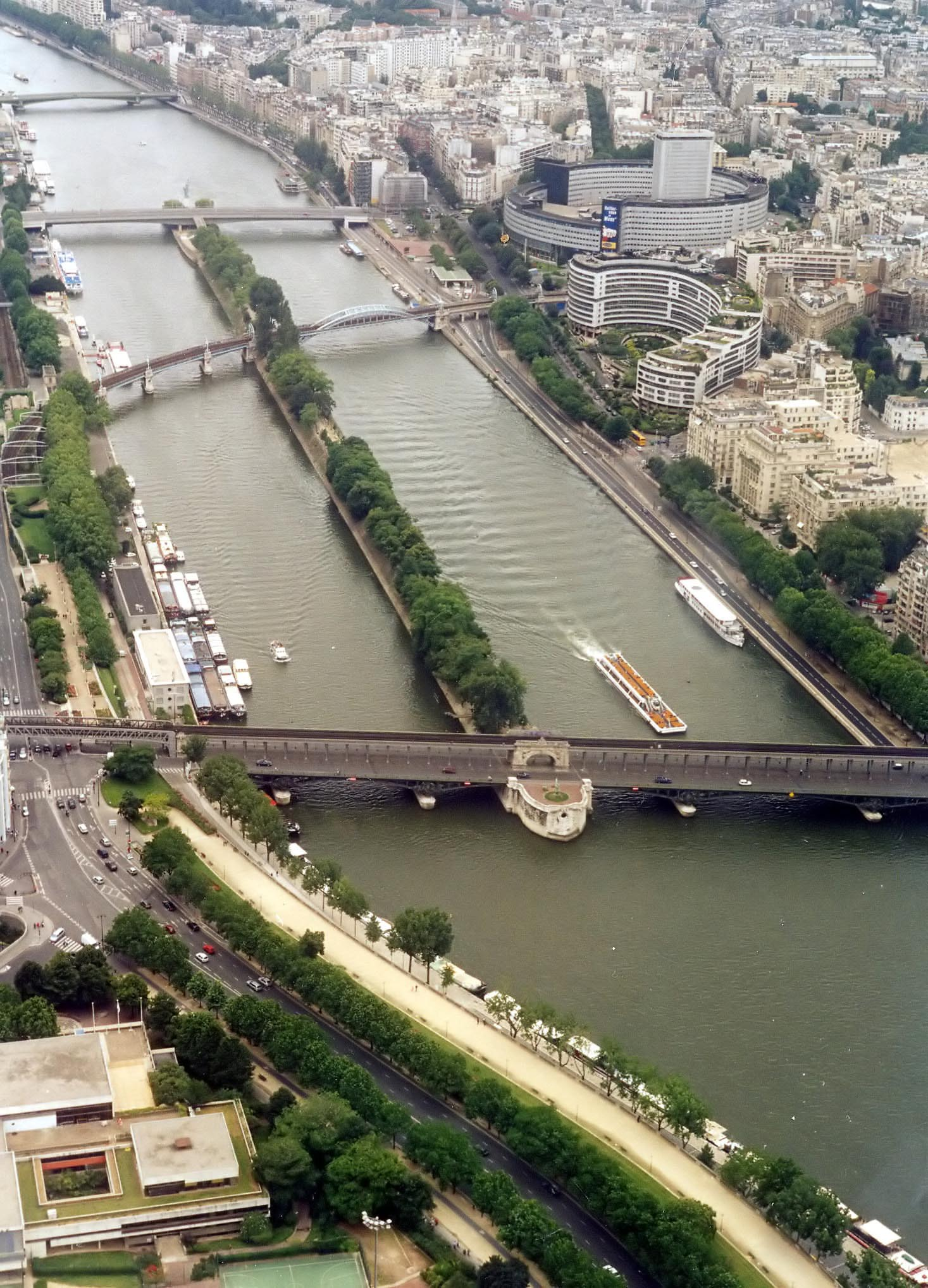
エッフェル塔から見たビラケム橋、ルエル橋と白鳥の小径。RERの駅は画面下の歩道の下にある。

エッフェル塔とシャン・ド・マルス公園は駅のすぐ東に位置する。またイエナ橋を挟んでセーヌ川の対岸にはシャイヨー宮が位置する。
南には京都広場に面してパリ日本文化会館や在フランスオーストラリア大使館があり、パリ日本文化会館の先にはメトロ6号線のビラケム駅とビラケム橋がある。ビラケム橋の中程からは白鳥の小径に降りることができる。

## 隣の駅
| RER C線 | RER C線    | RER C線 |
| --- | ---------- | --- |
| アヴニュ・デュ・プレジダン・ケネディ駅 モンティニー＝ボーシャン方面 ポントアーズ方面 |            | ポン・ド・ラルマ駅 ポン・ド・ランジス＝オルリー空港方面 マッシー＝パレゾー方面 ドゥルダン方面 ブレティニー方面                                           |
| ジャヴェル駅 ヴェルサイユ＝シャトー＝リヴゴーシュ方面 サン＝カンタン＝アン＝イヴリーヌ＝モンティニー＝レ＝ブルトンヌー方面 シャビル＝ベリジー方面 ポン・ドゥ・ガリリアーノ＝ジョルジュ＝ポンピドゥー欧州病院方面 | C5支線直通 | ポン・ド・ラルマ駅 ジュヴィジー方面 ポルト・ド・ヴァンセンヌ方面 ドゥルダン＝ラ＝フォレ方面 ドゥルダン方面 サン＝マルタン＝デタンプ方面 ブレティニー方面 |